# Halálozások 1957-ben
Ez a szócikk az 1957-es évben elhunyt nevezetes személyeket sorolja fel.

## December
| Dátum | Név | Foglalkozás / tisztség | Kor | Forrás |
| ----- | --- | ---------------------- | --- | ------ |

## November
| Dátum        | Név          | Foglalkozás / tisztség | Kor | Forrás |
| ------------ | ------------ | ---------------------- | --- | ------ |
| november 24. | Diego Rivera | mexikói festőművész    | 070 |        |

## Október
| Dátum       | Név            | Foglalkozás / tisztség                                             | Kor | Forrás |
| ----------- | -------------- | ------------------------------------------------------------------ | --- | ------ |
| október 29. | Louis B. Mayer | kanadai-amerikai filmproducer, a Metro-Goldwyn-Mayer társalapítója | 073 |        |
| október 24. | Christian Dior | francia divattervező (Dior)                                        | 052 |        |

## Szeptember
| Dátum          | Név           | Foglalkozás / tisztség    | Kor | Forrás |
| -------------- | ------------- | ------------------------- | --- | ------ |
| szeptember 21. | VII. Haakon   | norvég király (1905–1957) | 085 |        |
| szeptember 20. | Jean Sibelius | finn zeneszerző           | 091 |        |
| szeptember 16. | Csi Paj-si    | kínai festőművész         | 093 |        |

## Augusztus
| Dátum         | Név                              | Foglalkozás / tisztség                           | Kor | Forrás |
| ------------- | -------------------------------- | ------------------------------------------------ | --- | ------ |
| augusztus 13. | Francia Kiss Mihály              | földműves, a Rongyos Gárda szervező parancsnoka  | 069 |        |
| augusztus 7.  | Oliver Hardy                     | amerikai színész, komikus (Stan és Pan)          | 065 |        |
| augusztus 4.  | Washington Luís Pereira de Sousa | brazil politikus, köztársasági elnök (1926–1930) | 087 |        |

## Július
| Dátum      | Név          | Foglalkozás / tisztség | Kor | Forrás |
| ---------- | ------------ | ---------------------- | --- | ------ |
| július 11. | Aga Khan III | Nizári imám            | 079 |        |

## Június
| Dátum | Név | Foglalkozás / tisztség | Kor | Forrás |
| ----- | --- | ---------------------- | --- | ------ |

## Május
| Dátum    | Név                     | Foglalkozás / tisztség       | Kor | Forrás |
| -------- | ----------------------- | ---------------------------- | --- | ------ |
| május 2. | Joseph Raymond McCarthy | amerikai politikus, szenátor | 048 |        |

## Április
| Dátum | Név | Foglalkozás / tisztség | Kor | Forrás |
| ----- | --- | ---------------------- | --- | ------ |

## Március
| Dátum       | Név                 | Foglalkozás / tisztség                       | Kor | Forrás |
| ----------- | ------------------- | -------------------------------------------- | --- | ------ |
| március 17. | Ramon Magsaysay     | Fülöp-szigeteki politikus, elnök (1953–1957) | 049 |        |
| március 16. | Constantin Brâncuși | román–francia szobrász                       | 081 |        |
| március 11. | Richard Evelyn Byrd | amerikai pilóta, sarkkutató, haditengerész   | 068 |        |

## Február
| Dátum       | Név                     | Foglalkozás / tisztség                                                                                             | Kor | Forrás |
| ----------- | ----------------------- | --- | --- | ------ |
| február 18. | Joseph Gilbert Hamilton | amerikai fizikus, orvos, a radioaktív sugárzás kutatója                                                            | 049 |        |
| február 16. | Reviczky Imre           | honvéd alezredes, a nagybányai munkaszolgálatos-zászlóalj parancsnoka (1943–1944), a Világ Igaza cím kitüntettetje | 060 | [ 1 ]  |
| február 10. | Laura Ingalls Wilder    | amerikai írónő (A ház, ahol élünk-sorozat)                                                                         | 090 |        |
| február 9.  | Horthy Miklós           | politikus, katonatiszt, kormányzó (1920–1944)                                                                      | 088 |        |
| február 8.  | Neumann János           | matematikus, informatikus, feltaláló, a számítógép úttörője                                                        | 053 |        |
| február 1.  | Friedrich Paulus        | második világháborús német katonatiszt, tábornagy, hadseregparancsnok                                              | 066 |        |

## Január
| Dátum      | Név              | Foglalkozás / tisztség                                          | Kor | Forrás |
| ---------- | ---------------- | --------------------------------------------------------------- | --- | ------ |
| január 19. | Dudás József     | lakatos, politikus, forradalmár, az 1956-os forradalom mártírja | 044 |        |
| január 16. | Arturo Toscanini | olasz karmester                                                 | 089 |        |
| január 14. | Humphrey Bogart  | Oscar-díjas amerikai színész                                    | 057 |        |
| január 10. | Gabriela Mistral | irodalmi Nobel-díjas chilei költőnő, diplomata                  | 067 |        |